# Stax Records
Stax Records (Стакс Ре́кордз) — американский лейбл звукозаписи, изначально базировавшийся в Мемфисе в штате Теннесси.
Лейбл был основан в 1957 году, сначала назывался Satellite Records. В 1961 году сменил название на Stax Records.
Лейбл Stax Records был одним из основных факторов в создании музыкальных стилей южный соул и мемфисский соул. Также выпускал записи в жанрах госпел, фанк, джаз и блюз. Cлавится своими записями чёрной американской музыки. Был основан братом и сестрой Джимом Стюартом и Эстелль Акстон (STewart + AXton = Stax). На лейбле выпускались несколько этнически-интегрированных (состоявших из музыкантов разной национальности) групп, включая постоянно служившую на студии аккомпанирующей группой Booker T. & the M.G.’s, и работали и записывались на лейбле люди разных рас, что для Юга США того времени с его расовыми беспорядками и напряжённостью было уникальным явлением.
После смерти в 1967 году самой большой звезды Stax Records Отиса Реддинга и разрыва в 1968 году дистрибьюторского соглашения с Atlantic Records в основном уже руководил деятельностью Stax Records новый совладелец Эл Белл. В течение следующих пяти лет Белл, соревнуясь с главным конкурентом — детройтским лейблом Motown Records — значительно укрупнил бизнес. В середине 1970-х годов из-за ряда факторов, в том числе проблемного дистрибьюторского соглашения с CBS Records, лейбл постепенно сползал к неплатёжеспособности и в итоге в 1975 году был принудительно закрыт.
В 1977 году компания Fantasy Records приобрела целиком бэк-каталог записей Stax Records после 1968 года, а также кое-что до 1968 года. С 1978 года Stax (теперь принадлежащий Fantasy Records) стал опять заключать контракты с новыми исполнителями и выпускать новые записи, а также параллельно занялся перевыпуском своих старых материалов. Однако к началу 1980-х годов новые вещи опять издаваться перестали, и в течение последующих 20 лет под лейблом Stax Records только переиздавались старые записи.
После того, как в 2004 году компания Fantasy Records была куплена компанией Concord Records, лейбл Stax Records опять был реактивирован и теперь, продолжая переиздавать свои старые записи 1968—1975 годов, выпускает и новые вещи теперешних ритм-н-блюзовых и соульных исполнителей. Права же на подавляющее большинство из того, что было записано на Stax Records в 1959—1968 годах, продолжают принадлежать компании Atlantic Records..